# Curiosity (programma televisivo)
Curiosity è stato un programma televisivo statunitense, in onda dal 2011 al 2013 su Discovery Channel.

## Il progetto e il programma
Il progetto "Curiosity: The Questions of Our Life" (Le domande della nostra vita), è stato annunciato a settembre 2009. Lo scopo è rispondere a domande su argomenti come spazio, biologia, geologia, medicina, fisica, tecnologia, natura, archeologia, storia e la mente umana. Ogni episodio costa circa 1 milione di dollari. È considerata una delle serie più rivoluzionarie di Discovery come Planet Earth e Life. Originariamente, doveva essere una serie mensile con 12 episodi di un'ora ogni anno per 5 anni con inizio a dicembre 2011.
Curiosity Project è una serie di documentari prodotta e trasmessa da Discovery Channel. Ogni episodio si focalizza su una domanda di scienze, tecnologia e società alla quale il conduttore, sempre diverso, cerca di dare una risposta tramite indagini scientifiche e ricerche sul campo. Stephen Hawking ha condotto il primo episodio intitolato "Chi ha creato l'universo?". La prima stagione è composta da 16 puntate, che in Italia sono state trasmesse in ordine diverso da quello originale, mentre la seconda comprende 13 puntate. Alcune di esse, secondo la programmazione di Discovery Channel, dovrebbero restare inediti in Italia.

## Puntate

### Prima stagione
| n° | Titolo                    | Titolo originale                              | Temi | Conduttore         | Prima TV USA      | Prima TV Italia  |
| -- | ------------------------- | --------------------------------------------- | --- | ------------------ | ----------------- | ---------------- |
| 1  | Chi ha creato l'universo? | Did God Create the Universe?                  | Il creatore dell'universo esaminato dal punto di vista religioso e scientifico. | Stephen Hawking    | 7 agosto 2011     | 27 novembre 2011 |
| 2  | Gli alieni sono tra noi?  | Alien Invasion: Are We Ready?                 | Un Team di esperti analizza tutti gli aspetti di un attacco alieno che verosimilmente potrebbe subire la terra. | Michelle Rodriguez | 14 agosto 2011    | 18 dicembre 2011 |
| 3  | Perché ci piace il sesso? | Why Is Sex Fun?                               | Il sesso, perché è divertente? La ricerca della risposta tramite la ricerca medica e sociale | Maggie Gyllenhaal  | 21 agosto 2011    | 11 dicembre 2011 |
| 4  | -                         | What Sank Titanic?                            | | Bill Paxton        | 28 agosto 2011    |                  |
| 5  | Esiste un altro universo? | Is There a Parallel Universe?                 | La ricerca di universi paralleli. Questo episodio è andato in onda anche come episodio bonus del Morgan Freeman Science Show. | Morgan Freeman     | 4 settembre 2011  | 1º gennaio 2012  |
| 6  | Come è nata l'America?    | What's Beneath America?                       | Un esame della formazione geologica dell'America | Martin Sheen       | 11 settembre 2011 | 25 dicembre 2011 |
| 7  | L'apocalisse è vicina?    | How Will The World End?                       | Scenari apocalittici, inclusa la profezia Maya del 21 dicembre 2012, vengono esaminati dal punto di vista scientifico. | Samuel L. Jackson  | 18 settembre 2011 | 4 dicembre 2011  |
| 8  | -                         | What Destroyed Atlantis? (Atlantis Uncovered) | | Terry O'Quinn      | 25 settembre 2011 |                  |
| 9  | L'uomo delle caverne      | I, Caveman                                    | Un esame approfondito su come viveva l'uomo delle caverne tramite un esperimento nel quale un gruppo di uomini e donne, incluso Morgan Spurlock, prova a sopravvivere nella natura selvaggia utilizzando solo la tecnologia dell'età della pietra (episodio di 2 ore nella versione originale, in Italia 2 episodi da 1 ora circa) | Morgan Spurlock    | 2 ottobre 2011    | 29 gennaio 2012  |
| 10 | -                         | Egypt - What Lies Beneath?                    | | Brendan Fraser     | 9 ottobre 2011    |                  |
| 11 | Si può vivere per sempre? | Can You Live Forever?                         | Quanto può essere bello vivere per sempre? È l'anno 2967 e Adam Savage è il primo millenario del mondo; Le riflessioni sulla sua lunga vita rivelano come la scienza del XXI secolo ha trasformato il suo corpo, creando un cyber-umano, capace di vivere per sempre.                                                              | Adam Savage        | 16 ottobre 2011   | 15 gennaio 2012  |
| 12 | Il mondo è infetto?       | World's Dirtiest Man                          | È sorprendente scoprire che le cose che vivono su di noi sono 10 volte di più delle cellule del nostro corpo. Dalla flora del nostro intestino alla fauna della nostra pelle, in questo episodio esploriamo la natura selvaggia del nostro corpo grazie a microscopici dettagli.                                                   | Mike Rowe          | 23 ottobre 2011   | 12 febbraio 2012 |
| 13 | Il male esiste?           | How Evil Are You?                             | Il male è una dote con la quale l'uomo nasce, o è qualcosa che si apprende durante la vita? | Eli Roth           | 30 ottobre 2011   | 5 febbraio 2012  |
| 14 | L'origine della vita      | Life Before Birth                             | | Courteney Cox      | 6 novembre 2011   | 19 febbraio 2012 |
| 15 | America for sale          | What's America Worth?                         | Quanto vale l'America? Immaginate di poter dare un valore a qualsiasi cosa in America – tutte le terre, le risorse naturali, le case e tutte le proprietà, persino l'acqua da bere o l'aria da respirare. Per la prima volta, Donald Trump prova a valutare tutto.                                                                 | Donald Trump       | 13 novembre 2011  | 22 gennaio 2012  |
| 16 | Gli effetti della droga   | Your Body on Drugs                            | Come influenzano i loro consumatori abituali cocaina, metanfetamina, marijuana, ed eroina? Vediamo quali effetti hanno queste droghe sulla concentrazione, forza, situazioni di forte stress e salute a lungo termine. | Robin Williams     | 20 novembre 2011  | 8 gennaio 2012   |

### Seconda stagione
| n° | Titolo                         | Titolo originale               | Conduttore   | Prima TV USA     | Prima TV Italia  |
| -- | ------------------------------ | ------------------------------ | ------------ | ---------------- | ---------------- |
| 1  | Disastri aerei                 | Plane Crash                    | Josh Charles | 7 ottobre 2012   | 16 novembre 2012 |
| 2  | Il triangolo delle Bermuda     | The Devil's Triangle           | Josh Charles | 14 ottobre 2012  | 9 novembre 2012  |
| 3  | -                              | I Was Mummified                | Josh Charles | 21 ottobre 2012  | -                |
| 4  | Il lavaggio del cervello       | Brainwashed                    | Josh Charles | 28 ottobre 2012  | -                |
| 5  | -                              | Battlefield Cell               | Josh Charles | 4 novembre 2012  | -                |
| 6  | La nuova frontiera del sesso   | Sex in America                 | Josh Charles | 11 novembre 2012 | -                |
| 7  | I segreti di Stonehenge        | Megastorm                      | Josh Charles | 18 novembre 2012 | -                |
| 8  | -                              | Mankind Rising                 | Josh Charles | 25 novembre 2012 | -                |
| 9  | Vulcani, un pericolo imminente | Volcano Time Bomb              | Josh Charles | 9 dicembre 2012  | -                |
| 10 | -                              | What destroyed the Hindenburg? | Josh Charles | 16 dicembre 2012 | -                |
| 11 | Le meraviglie di Yellowstone   | X-Ray Yellowstone              | Josh Charles | 23 dicembre 2012 | -                |

## Curiosity.com
Il sito web è stato aperto a giugno 2011. Rappresenta un sito Q&A di esperti, dove esperti e accademici provano a rispondere ad alcune delle domande più profonde della vita. Il sito spazia dalla biodiversità alla nanotecnologia. Più di 12,000 domande hanno trovato risposta.